# 阿卜杜拉·馬尤夫
阿卜杜拉·馬尤夫（阿拉伯语：‎，1987年1月23日—）是沙特阿拉伯的职业足球运动员，司职门将。现效力于沙特阿拉伯职业足球联赛的艾沙比。
曾经代表沙特阿拉伯国家足球队参加2018年世界杯。

## 荣誉
希拉尔
- 沙特阿拉伯职业足球联赛冠军：2004–2005、2016–2017、2017-2018、2020-2021、2021-2022
- 沙特國王盃冠军：2017、2019-2020
- 沙特超级盃冠军：2018、2021
- 亚足联冠军联赛冠军：2019、2021

沙特艾阿里
- 沙特阿拉伯职业足球联赛冠军：2015–2016
- 沙特國王盃冠军：2011、2012、2016
- 沙特王儲盃冠军：2014–15
- 海灣聯賽冠軍盃冠军：2008